# 20th Century Boys
Pour les articles homonymes, voir Twentieth Century (homonymie) et Century.
20th Century Boys (20世紀少年, nijūseiki shōnen) est un seinen manga de Naoki Urasawa. Il a été prépublié dans le magazine Big Comic Spirits de 1999 à 2006 pour la première partie nommée 20th Century Boys, puis de décembre 2006 à juillet 2007 pour la fin nommée 21st Century Boys (21世紀少年, nijūisseiki shōnen), et a été compilé en 24 tomes (22 pour 20th Century Boys, 2 pour 21st Century Boys) entre le 30 janvier 2000 et le 14 juillet 2007.
La version française est éditée en intégralité dans la collection Génération Comics de l'éditeur Panini.

## Synopsis
1969 : Un groupe d'enfants se retrouve régulièrement dans une « base secrète » ; sous l'impulsion de Kenji Endô, les enfants inventent une histoire de science-fiction racontant la destruction de l'humanité par une organisation maléfique à laquelle ils s'opposaient pour finir par devenir les sauveurs du monde. Ils consignent cette histoire dans un Cahier de Prédictions.
1997 : Après le suicide de Donkey, un des enfants du groupe, Kenji, devenu depuis gérant d'un konbini, se retrouve impliqué malgré lui dans les sombres desseins d'une secte apocalyptique dirigé par un certain « Ami », qui réalise une à une les prédictions que lui et les autres enfants avaient imaginées. Qui est Ami ? Probablement un ancien ami de Kenji, mais lequel ? Kenji arrivera-t-il à empêcher la fin du monde qu'ils avaient annoncée dans leur cahier pour le 31 décembre 2000 (fin du XXe siècle) à minuit ?

## Analyse
La série aborde des thèmes graves et variés comme la propagande, la manipulation, le pouvoir des sectes, le millénarisme, le désespoir de la génération rock ou les armes biologiques. La narration se fait principalement par flashbacks et flashforwards entre différentes époques : 1969, 1997, 2000, 2014, 2017, etc.
Le rock tient une place importante dans cette série, le titre fait ainsi référence à la chanson 20th Century Boy (au singulier) de T-Rex, un groupe de rock des années 1970. Les années 1960 et 1970 sont fidèlement retranscrites : les masques portés par certains personnages de la série sont ceux de Hattori-kun le ninja (忍者ハットリくん, Ninja Hattori-kun) et de National kid (ナショナルキッド, Nashonaru kiddo), des héros de mangas japonais des années 1960, et l'exposition universelle de 1970 à Osaka a bien existé : le site a depuis été reconverti en parc et comprend notamment le Musée national d'ethnologie ; la Tour du Soleil, créée par Tarō Okamoto, a bien été conservée sur le site. De plus, l'affiche du film Les Concubines du Nouvel An (姫始めの団地妻, Hime-hajime no danchizuma, littéralement « Femmes au foyer et la première relation sexuelle de l'année ») déchirée par les enfants fait référence au premier Roman porno de la Nikkatsu : Danchizuma - Hirusagari no jōji (団地妻・昼下りの情事, litt. « Femmes au foyer - liaison de l'après-midi ») sorti en 1971.

## Manga

### Fiche technique
- Édition japonaise : Shōgakukan
  - Nombre de volumes sortis : 24 (série terminée)
  - Date de première publication : janvier 2000
  - Prépublication : Big Comic Spirits
- Édition française : Panini
  - Nombre de volumes sortis : 24 (série terminée)
  - Date de première publication : 2002
- Autres éditions :
  -  VIZ Media
  -  JD Comics
  -  Tong Li Comics
  -  Planeta DeAgostini
  -  Haksan Publishing
  -  Level Comics
  -  Planet Manga

### Liste des volumes
La prépublication de la série s'est interrompue à la fin du mois d'avril 2006 pour des raisons inconnues ; un reportage de la NHK sur la carrière de l'auteur évoquait toutefois des problèmes de santé à la suite du rythme imposé par la publication hebdomadaire. La prépublication a repris le 25 décembre 2006 pour le dernier arc s'intitulant 21st Century Boys et s'est terminée le 14 juillet 2007. Les deux tomes de cet arc ne sont pas numérotés mais appelés « haut » (上, ue) pour le premier et « bas » (下, shita) pour le second.
Au Japon, plusieurs tomes ont été proposés en version collector :
- Le tome 11 avec le CD de la chanson de Kenji, intitulé Lost Kenji Tapes Volume.1 Bob Lennon, fourni avec les paroles et les accords de la chanson, semblant avoir été écrit à la main par Kenji.
- Dans le tome 12, l'histoire pousse l'un des personnages à trouver un bout de papier avec des notes écrites au crayon. Le même papier a été glissé dans le manga avec des inscriptions au crayon[2].
- Enfin, le tome 19 était vendu avec la chanson 20th Century Boy de T-Rex.

Plusieurs livres dérivés de la série sont parus :
- 20 seiki shōnen tanteidan (20世紀少年探偵団?, litt. « Équipe de détectives 20th Century Boys »), Shōgakukan, 2008, avec Kentarō Takekuma
- Eiga 20 seiki shōnen Official Guidebook (映画[20世紀少年]　オフィシャル・ガイドブック?, litt. « Guidebook officiel des films 20th Century Boys »), Shōgakukan, 2008-2009, 3 volumes
- Ujiko Ujio sakuhinshū (ウジコウジオ作品集?, litt. « Recueil d'histoires d'Ujiko Ujio »), Shōgakukan, 2010 (20th Century Boys Spin Off, Panini Manga, 2012), one-shot autour du manga Mangari Michi (まんがり道?) des personnages Ujiko Ujio de 20th Century Boys[3]

Dans le cadre de la réédition "Complete Edition" publiée en 2016 au Japon, Urasawa écrit une nouvelle fin à son oeuvre 21st Century Boys.

## Films
La version cinéma du manga (film live) a été tournée au Japon sous la forme de trois films dont les sorties ont été espacées : le premier est sorti le 30 août 2008 au Japon, le deuxième le 31 janvier 2009 et le troisième le 29 août 2009. L'avant-première mondiale du premier film a eu lieu le 19 août 2008 au Publicis Cinémas à Paris en présence de Toshiaki Karasawa (Kenji dans le film) et Takako Tokiwa (Yukiji).
Le premier film couvre les tomes 1 à 5 du manga. Le deuxième film couvre les tomes 6 à 15 du manga et s'écarte du manga original sur certains points clés de l'histoire. Des personnages importants de l'histoire intervenant en 2014 et 2017 n'ont donc été introduits qu'à partir du deuxième film.
Le projet réalisé par Yukihiko Tsutsumi a bénéficié du plus gros budget de l’histoire du cinéma japonais, avec 6 milliards de yens (45 millions d’euros).

## Récompenses
- 2001 : Prix du manga Kōdansha, catégorie Général (bien que non édité par Kōdansha, chose rare pour ce prix)[5] ;
- 2003 : Prix Shōgakukan, catégorie Général[5] ;
- 2004 : Prix de la meilleure série au festival d'Angoulême[5];
- 2008 : Japan Expo Awards 2008, Grand Prix[6].
- 2008 : Grand Prix de l'Association des auteurs de bande dessinée japonais (à égalité avec Hina-chan no Nichijō de Hiroko Minami)[7]
- 2011 : Prix Eisner de la meilleure édition américaine d'une œuvre internationale (Asie)
- 2013 : Prix Eisner de la meilleure édition américaine d'une œuvre internationale (Asie)

## Clins d’œil
- Le héros du manga a pour homonyme un musicien japonais, Kenji Endō (遠藤 賢司?), ayant évolué dans les courants rock et folk japonais des années 1960 et 1970.
- Lors d'une scène de vol à l'étalage dans un konbini, on peut apercevoir des mangas de Yawara! et Pineapple Army, deux autres séries de Naoki Urasawa.
- Lors d'un contrôle de police dans le tome 16, un officier de police demande au héros son nom et ce dernier répond « Je suis Joe Yabuki », référence au personnage principal du manga culte Ashita no Joe.
- Lors d'une scène dans un collège, un professeur demande à un de ses élèves quel thème celui-ci a choisi pour un exposé. L'élève, qui s'appelle Inoue, répond avoir choisi de traiter l'histoire de Miyamoto Musashi. Ceci est une référence au manga Vagabond de Takehiko Inoue.